# Stefan Schörghuber
Stefan Schörghuber (* 6. Juli 1961 in Mühldorf am Inn; † 25. November 2008 in München) war ein deutscher Unternehmer.

## Leben
Stefan Schörghuber war Inhaber der Schörghuber Unternehmensgruppe in München. Nach dem Tod seines Vaters Josef Schörghuber 1995 übernahm er die Leitung und ordnete das historisch gewachsene Familienunternehmen klar in die Bereiche Hotel, Flugzeugleasing, Getränke sowie Bauen und Immobilien. Er führte moderne Managementstrukturen ein und vergrößerte das Unternehmen durch internationale Joint Ventures.
Stefan Schörghubers Vermögen wurde 2008 vom Forbes Magazine auf 3,5 Milliarden US-$ beziffert, was dem 307. Platz auf der Liste der reichsten Menschen der Welt entspricht.

## Privat
Stefan Schörghuber war mit Alexandra Schörghuber verheiratet, hatte drei Kinder (Stefanie * 10. Juni 1989, Michaela * 6. Juli 1991 und Florian * 4. November 1994) und lebte in München. Er starb am 25. November 2008 im Alter von 47 Jahren in seiner Villa in München-Bogenhausen an Herz- und Kreislaufversagen. Bestattet wurde er in seinem Heimatort Wackersberg.

## Engagement
Gemeinsam mit seiner Ehefrau setzte sich Stefan Schörghuber finanziell und mit großem persönlichen Engagement für die 1995 von seinem Vater gegründete Josef Schörghuber-Stiftung für Münchner Kinder ein, die sozial benachteiligten Kindern in München eine Teilnahme an Ferien- und Freizeitangeboten sowie an Programmen öffentlicher und kultureller Einrichtungen ermöglicht. Das Haus der Kunst in München wurde von 1992 bis 2014 von der Schörghuber Unternehmensgruppe als größtem privaten Geldgeber unterstützt.